# IC 4603
IC 4603 је рефлексиона маглина са звијездама у сазвјежђу Змијоноша која се налази на листи објеката дубоког неба у Индекс каталогу.
Деклинација објекта је - 24° 28' 0" а ректасцензија 16h 25m 24,0s. IC 4603 је још познат и под ознакама LBN 1109, ESO 517-*N2, CED 131A.